# 霍尔茨基兴
霍尔茨基兴是德国巴伐利亚州的一个市镇。总面积48.24平方公里，总人口15588人，其中男性7639人，女性7949人（2011年12月31日），人口密度323人/平方公里。